# دریا د ماتیو
دریا د ماتیو (انگلیسی: Drea de Matteo؛ زادهٔ ۱۹ ژانویهٔ ۱۹۷۲) یک هنرپیشه اهل ایالات متحده آمریکا است. وی از سال ۱۹۹۶ میلادی تاکنون مشغول فعالیت بوده‌است.
او با بازی در سریال سوپرانوز به شهرت هرچه بیشتری رسید تا جایی که توانست در مراسم امی سال ۲۰۰۴ برنده بهترین بازیگر نقش مکمل زن شود.
از فیلم‌ها یا برنامه‌های تلویزیونی دیگری که وی در آن نقش داشته است می‌توان به اره‌ماهی ، جویی، شیطان وحشی و سایه‌های آبی، حمله به کلانتری ۱۳، سواری مجانی، طعمه راک اند رول، یک‌طرفه و ماموران شیلد و همینطور فرزندان آشوب اشاره کرد.